# Черо (Південна Кароліна)
Черо (англ. Cheraw) — місто (англ. town) в США, в округах Честерфілд і Марльборо штату Південна Кароліна. Населення — 5040 осіб (2020).

## Географія
Черо розташоване за координатами 34°41′45″ пн. ш. 79°54′14″ зх. д. / 34.69583° пн. ш. 79.90389° зх. д. (34.695959, -79.903794).  За даними Бюро перепису населення США в 2010 році місто мало площу 14,13 км², з яких 14,04 км² — суходіл та 0,09 км² — водойми.

## Демографія
Згідно з переписом 2010 року, у місті мешкала 5851 особа в 2335 домогосподарствах у складі 1480 родин. Густота населення становила 414 осіб/км².  Було 2709 помешкань (192/км²).
Расовий склад населення:
| - 56,0 % — чорних або афроамериканців - 40,2 % — білих - 0,8 % — корінних американців - 0,6 % — азіатів |

До двох чи більше рас належало 1,8 %. Частка іспаномовних становила 1,1 % від усіх жителів.
За віковим діапазоном населення розподілялося таким чином: 26,0 % — особи молодші 18 років, 55,4 % — особи у віці 18—64 років, 18,6 % — особи у віці 65 років та старші. Медіана віку мешканця становила 40,6 року. На 100 осіб жіночої статі у місті припадало 78,2 чоловіків;  на 100 жінок у віці від 18 років та старших — 72,5 чоловіків також старших 18 років.
Середній дохід на одне домашнє господарство  становив 34 244 долари США (медіана — 23 838), а середній дохід на одну сім'ю — 41 590 доларів (медіана — 35 997). За межею бідності перебувало 32,4 % осіб, у тому числі 51,0 % дітей у віці до 18 років та 6,2 % осіб у віці 65 років та старших.
Цивільне працевлаштоване населення становило 1573 особи. Основні галузі зайнятості: освіта, охорона здоров'я та соціальна допомога — 23,7 %, виробництво — 20,8 %, мистецтво, розваги та відпочинок — 13,2 %, роздрібна торгівля — 7,8 %.